# Корсика
Корсика (на корсикански: Corsica; на френски: Corse) е четвъртият по големина остров в Средиземно море, разположен на запад от Италия, на югоизток от Франция и на север от остров Сардиния. Смятана е за един от осемнадесетте региона на Франция, въпреки че строго погледнато Корсика по закон е collectivité territoriale. Като такава тя има по-големи правомощия в сравнение с останалите френски региони, но на практика положението ѝ е сходно с тях.

## История
Разположението на Корсика е от голямо стратегическо значение, тъй като е поле на военни операции, които се водят между Италия и Франция от векове. Възможното обединение със Сардиния винаги е било считано за опасно, най-вече от Обединеното кралство, защото това би довело до категоричната власт над средиземноморието от страна на владетеля на тези два острова.
Първите обитатели на Корсика, които са оставили множество долмени, менхири и други мегалитни паметници на острова, могат да се датират от третото хилядолетие пр. н.е. Около 560 г. пр. н. е. гърци от Фокея в Мала Азия основават град Алалия на източния бряг. От началото на 3 век пр. н. е. островът е владение на картагенците, докато чрез множество военни кампании между 259 и 163 г. пр. н.е. римляните не го завладяват напълно. Византийската империя упражнява минимална власт в Корсика от средата на VI век, която е последвана от управление на папството от средата на VIII век нататък. Между 450 и 1050 г. островът е редовно атакуван и частично окупиран от вандали, ломбарди и араби, като през това време градовете на острова са унищожени, жителите им са прогонени във вътрешността, а крайбрежните земеделски земи изоставени.
През 1077 г. управлението на острова е поверено от папството на епископа на Пиза, а през следващите два века в Корсика са построени над 300 църкви под ръководството на Пиза. По това време Корсика се превръща в ябълката на раздора между Пиза и Генуа (до 1284 г.), а по-късно и между Генуа и Арагон (от 1297 г. до 1434 г.). Борбите между местната феодална аристокрация и генуезци допълнително стопяват населението в периода 1434 – 53 г., след което Генуа успява да наложи господство. След кратка френска окупация (1553 – 59) и корсиканско национално въстание, ръководено от Самперо Корсо, през 1567 г. с Генуа отново налага своето управление, продължило до 1729 г. Управлението на Генуа по това време е известно с корумпираното си правораздаване и това насърчава корсиканците да прибягват до частна форма на отмъщение, известна като вендета.
След бунт срещу властта на Генуа през 1729 г. следва период на нестабилност, който завършва със създаването на Корсиканска република от Паскал Паоли през 1755 г. Тъй като генуезкият контрол по това време е ограничен само до няколко крайбрежни града, Паоли организира останалата част от Корсика като независима демократична държава и приема забележително либерална конституция. По време на своето 14-годишно управление (до 1769 г.) Паоли полага големи усилия да организира политическия живот на острова, потиска вендетата, основава университет и печатница и изгражда Корсикански флот. През 1768 г. обаче Генуа продават правата си на Корсика на Франция, а френските войски нахлуват на острова. През 1769 г. Корсика става провинция Франция. С изключение на кратки периоди на окупация от британците (1794 – 96) и италианците и германците (1942 – 43), Корсика остава френска територия след това.

### Известни хора, родени в Корсика
Корсика е родното място на Наполеон Бонапарт, чиито родители са били дребни, неособено богати аристократи. На 15 май 1768 г. Генуа продава Корсика на Франция. На 8 – 9 май 1769 г. войската на Република Корсика, командвана от Паскал Паоли и бащата на Наполеон Шарл Бонапарт губи битката при Понте Нову и Франция окупира Корсика. На корсиканските благородници им е била предложена възможността да придобият френски звания, ако докажат, че са благородници. Родителите на Наполеон се възползвали от предоставената възможност и отишли в съд във Франция. Както много други корсикански благородници, те изпратили Наполеон във френско училище. На 30 ноември 1789 г. Корсика е анексирана от Франция с декрет на Учредителното събрание на Франция.
Друга важна фигура е Паскал Паоли (1725 – 1807), корсикански пълководец и патриот, който се борил за корсиканската независимост – първо срещу Генуа, после срещу Франция.
Депутат в Националното събрание на Франция, както и известен политик, юрист и адвокат от първата половина на 20 век, който е родом от Корсика е Винсент дьо Моро-Гиафери (1878 – 1956).

## География

### Географско положение, граници, големина, брегове
Остров Корсика е разположен в северната част на Средиземно море и има площ от 8722 km². На североизток Корсиканския проток (широк 75 km) го отделя от Тосканския архипелаг на Италия, а на юг протока Бонифачо (ширина 11 km) – от италианския остров Сардиния. Островът има овална форма, удължена от север на юг с дължина 184 km и ширина до 85 km. Западният бряг е скалист, стръмен, силно разчленен от многочислени заливи (Сан Флоран, Порто, Сагон, Аячо, Валинко и др.) и заливчета, а източният е плосък, нисък и слабо разчленен.

### Геоложки строеж, релеф
Остров Корсика е изграден основно от гранити на запад и глинести шисти на изток. Голяма част от него е заета от меридионален хребет с височина до 2706 m (Монте Чинто), който е интензивно и дълбоко разчленен от речни долини. Най-високите върхове имат алпийски форми на релефа. На изток се простира тясна (до 10 km) приморска низина, на места силно заблатена и носеща названието Алерия.

### Климат
Като всеки средиземноморски остров, Корсика има средиземноморски климат, който се характеризира с дълги, горещи и сухи лета, и много мека, кратка и относително влажна зима. Климатът в Корсика е благоприятен от март до ноември. Плуването е приятно от средата на май до края на октомври. Годишната сума на валежите варира от 600 мм в равнините край морето, до около 1000 мм в планините, значителна част от тях падат през зимата. Зимен сняг може да се види над 1000 м надморска височина в планините. С 3050 часа годишно слънцегреене, Корсика е най-слънчевото място на Франция.

### Растителност, селско стопанство
На височина до 600 – 700 m господстват храстовите формации (макия). Има отделни горски масиви съставени от корков и каменен дъб и някои видове бор. До 1100 – 1200 m са развити кестенови и дъбови гори, до 1900 m – букови, елови и борови гори, а нагоре следват субалпийска и алпийска растителност. В долините и по крайбрежието се развива субтропично земеделие, като основни отрасли са лозарство, овощарство (портокали и др.), зеленчукопроизводство и маслини. По терасираните склонове се отглежда пшеница, ечемик и царевица. Развива се отглеждането да дребен рогат добитък.

## Население
Корсика е френски регион с население от 355 528 души (2024 г.) и със столица Аячо (на корсикански Aiacciu).
Областта е разделена на два департамента: Corse-du-Sud (в превод „Южна Корсика“) и Haute-Corse (прев. „Горна Корсика“). Бившият департамент Corse (номер 20) е разделен на два департамента през 1975.
Големите градове на острова се намират в крайбрежната зона. Най-големите са Аячо (корс. Aiacciu, фр. Ajaccio), Бастия (корс./фр. Bastia), Корте (корс. Corti, фр. Corte) и Сартен (корс. Sartè, фр. Sartène).
В Корсика има доста туристически местности, като Бонифасио, Порто Векио, Калви и други.
В североизточния край на острова има голям природен парк, където са защитени хиляди редки животински и растителни видове. Той е създаден през 1972 г. и обхваща Залива на Порто, резервата Скандола („Réserve Naturelle de Scandola“, в списъка на ЮНЕСКО за световното наследство) и някои от най-високите планински върхове.

## Политика
На острова има няколко движения, стремящи се към корсиканска независимост или за автономно управление. Общо взето, автономните предложения се съсредоточават върху поддържането на корсиканския език, повече власт за местните управници и допълнително освобождаване от някои данъци (Корсика вече е освободена от някои данъци).
Френските правителства са твърдо против идеята за независимост, нарушаваща конституцията и заплашваща единството на Франция. Във всеки случай, движенията за независимост никога не получават подкрепата на мнозинството при гласуванията на острова, което сочи за вероятната липса на поддръжка от страна на местните жители.
Някои поддръжници на идеята за корсиканска независимост извършват атентати и политически убийства, като така се опитват да накарат френските правителства да признаят тяхната независимост. За някои от тези групи се предполага, че извършват грабежи, като по този начин се приближават до методите на мафията; собствеността на опонентите им може да бъде унищожена. Те опитват и по други начини да сплашат онези, които не се „огъват“ пред тях – например в нощта на 4 срещу 5 септември 2003 г. колата на журналистката Кристин Клер е обстреляна с картечница, след като на 1 септември тя пише статия във „Фигаро“ за сплашването и престъпността спрямо дошлите на острова некорсиканци.
На 6 февруари 1998 г. префектът Клод Ериняк е убит. Главният заподозрян Иван Колона е арестуван чак на 4 юли 2003 г.
Може би поради тази нажежена обстановка на гангстеризъм и заплахи се е появил обичаят „омерта“, или „закон на тишината“, т.е. извършителите на престъпленията рядко биват съобщавани по медиите, заподозряните (включително за убийство) са защитени от правосъдието, а намирането на свидетели е много трудно.
През 2000 г. премиерът на Франция Лионел Жоспен се съгласява да повиши степента на автономия на Корсика, като в замяна насилието трябва да спре. Това решение среща съпротива от страна на някои френски политически среди, които предполагат, че това би довело до поискване на автономия от страна на други области (като Бретан, Прованс, Елзас и т.н.), което застрашава целостта на Франция.
Увеличената автономия на Корсика започва като прецедент, но се вписва в настоящите процеси на децентрализация (прехвърлянето на пълномощия от централно към местно управление) и регионализация (изтъкване на културните особености на регионите в обединена Европа).
На референдум, проведен на 6 юли 2003, мнозинството от корсикански гласоподаватели се обявява срещу проекта на правителството на Жан-Пиер Рафарен и министъра на вътрешните работи Никола Саркози, който би изменил политическите институции на острова и би увеличил степента на автономност.